# Ленартс, Франс
Франс Ленартс (нидерл. Frans Lenaerts; 25 июля 1878, Лир — 1 мая 1959, Антверпен) — бельгийский пианист, органист, композитор и музыкальный педагог.

## Биография
Представитель разветвлённой музыкальной династии. Сын Константа Ленартса, сводный брат дирижёра Хуго Ленартса.
Окончил Брюссельскую консерваторию. Работал церковным органистом в церкви Святого Ламберта в Экерене, пригороде Антверпена. Одновременно вёл концертную деятельность; в 1894 г. вместе с отцом участвовал в исполнении Тройного концерта Людвига ван Бетховена, в 1897 году привлёк к себе внимание критики, исполнив в Остенде ряд произведений Петера Бенуа. С 1898 г. преподавал в Антверпенской консерватории; среди его учеников, в частности, Эммануэль Дюрле и Камил ван Хюлсе.
Автор песен, мотетов, месс, кантат.
С 1911 г. возглавлял местное отделение Фонда Давида — католической организации, занимающейся развитием и пропагандой фламандской культуры.